# 天鵝公主
《天鵝公主》（英語：The Swan Princess）是在1994年依芭蕾舞劇《天鵝湖》改編的美國动画奇幻歌舞片，由杰克·帕蘭斯、約翰·克里斯、史蒂芬·赖特、史蒂芬·赖特、桑迪·鄧肯等人配音，由前华特迪士尼公司的動畫導演理查德·里奇擔任導演。

## 獎項
| 年份   | 頒獎典禮 | 獎項                | 名字                         | 結果 |
| ------ | -------- | ------------------- | ---------------------------- | ---- |
| 1995年 | 金球獎   | 電影類-最佳原創歌曲 | Lex De Azevedo、David Zippel | 提名 |
| 1995年 | 安妮獎   | 安妮奖-最佳動畫電影 | 天鵝公主                     | 提名 |

## 外部連結
- 互联网电影数据库（IMDb）上《天鵝公主》的资料（英文）
- 互联网电影数据库（IMDb）上《天鵝公主的聖誕節》的资料（英文）
- 互联网电影数据库（IMDb）上《天鵝公主皇室傳說》的资料（英文）
- 大卡通資料庫上《天鵝公主》的資料（英文）

- 爛番茄上《天鵝公主》的資料（英文）
- Box Office Mojo上《天鵝公主》的資料（英文）
- AllMovie上《天鵝公主》的资料（英文）
- 时光网上《天鵝公主》的資料（简体中文）
- 豆瓣电影上《天鵝公主》的資料 （简体中文）